# 钟枫
钟枫（1915年12月1日—2003年5月16日），男，江西瑞金人，中华人民共和国政治人物，曾任广西壮族自治区人大常委会副主任，第五届全国政协委员，第六届全国人大代表。